# Schizopera compacta
Schizopera compacta är en kräftdjursart som beskrevs av Harold LeRoy Lint 1922. Schizopera compacta ingår i släktet Schizopera och familjen Diosaccidae. Inga underarter finns listade i Catalogue of Life.